# Microlicia riedeliana
Microlicia riedeliana är en tvåhjärtbladig växtart som beskrevs av Célestin Alfred Cogniaux. Microlicia riedeliana ingår i släktet Microlicia och familjen Melastomataceae. Inga underarter finns listade i Catalogue of Life.